# Верхние Секачи
Ве́рхние Секачи́ — деревня в Смоленской области России, в Велижском районе. Население — 13 жителей (2007).
Расположена в северо-западной части области, в 6 км к юго-западу от Велижа, на левом берегу реки Западная Двина, в 10 км к востоку от границы с Беларусью, у автодороги Р131 Велиж — Сеньково (граница с Беларусью).
Входит в состав Беляевского сельского поселения.

## Известные люди
Павел Петрович Иванов (1921—1945) — Герой Советского Союза, гвардии лейтенант.